# مصطفى صادق باشا الفوسفوري
مصطفى صادق باشا الفوسفوري (بالتركية: Fosfor Mustafa Sıdkı Paşa)‏ هو سياسي عثماني، تولى منصب مشير المدفعية.

## مناصبه
تولى المناصب التالية:
- مشير المدفعية  [لغات أخرى]‏ (1871–1872)
- مشير المدفعية  [لغات أخرى]‏ (1872–1872)
- سرعسكر (1872–1872)